# جاد سعد
جاد سعد (‎/ˈɡæd ˈsæd/‎; عربی: جاد سعد؛ انگلیسی: Gad Saad؛ متولد ۱۳ اکتبر ۱۹۶۴) استاد بازاریابی لبنانی-کانادایی در دانشکده بازرگانی جان مولسون (دانشگاه کنکوردیا، مونترال، کانادا) است که از روان‌شناسی تکاملی در بازاریابی و رفتار مصرف‌کننده استفاده می‌برد. او از سال ۲۰۲۰، رئیس تحقیقات دانشگاه کنکوردیا در علوم رفتاری تکاملی و مصرف داروینی است. او همچنین برای وبلاگ روان‌شناسی امروز مطالبی با عنوان هومو کانسومریکوس (Homo Consumericus) می‌نویسد و همچنین دارای یک کانال یوتیوب با نام میزبان یک نمایش یوتیوب به نام حقیقت سعد (The Saad Truth) است.

## آثار

### کتابها
- (۲۰۰۷). پایه‌های تکاملی مصرف. Mahwah , NJ: لارنس ارلباوم. ISBN 978-0-8058-5150-2.
- (۲۰۱۱). روان‌شناسی تکاملی در علوم تجاری. اسپرینگر: هایدلبرگ، آلمان. ISBN 978-3-540-92783-9.
- (۲۰۱۱). غریزه مصرف: همبرگرهای آبدار، فراری‌ها، فیلمهای مستهجن و هدیه دادن چه چیزی را راجع به طبیعت انسان آشکار می‌کنند. Amherst , NY: کتابهای پرومتئوس. ISBN 978-1-61614-429-6. بررسی کتاب
- G. (۲۰۲۰). ذهن انگلی: چگونه ایده‌های مسری باعث کشتن عقل سلیم می‌شوند. واشینگتن، دی سی: انتشارات Regnery. ISBN 978-1-62157-959-5.